# Ordine della Vergine Maria
L'Ordine della Vergine Maria (in latino Ordo de Annuntiatione Beatæ Mariæ Virginis) è un ordine monastico femminile di diritto pontificio: le monache dell'ordine, dette Annunziate, pospongono al loro nome la sigla O.V.M.

## Storia

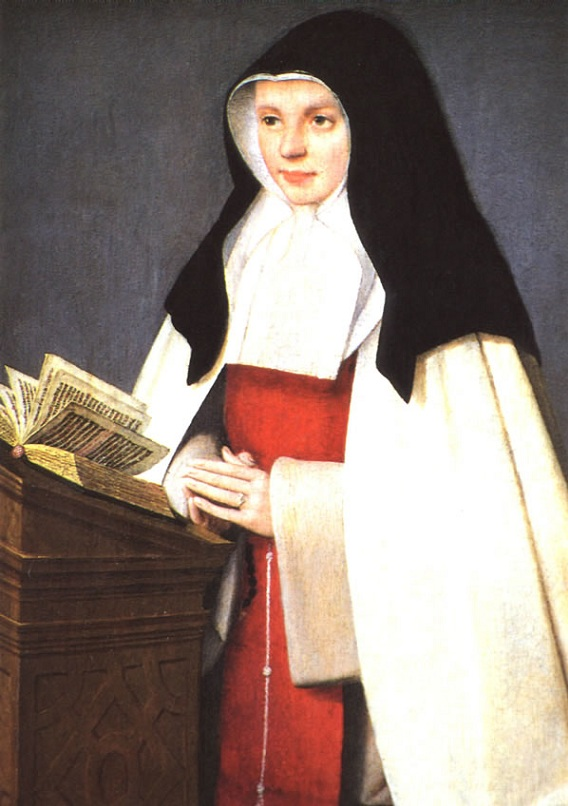
Giovanna di Valois, fondatrice dell'ordine

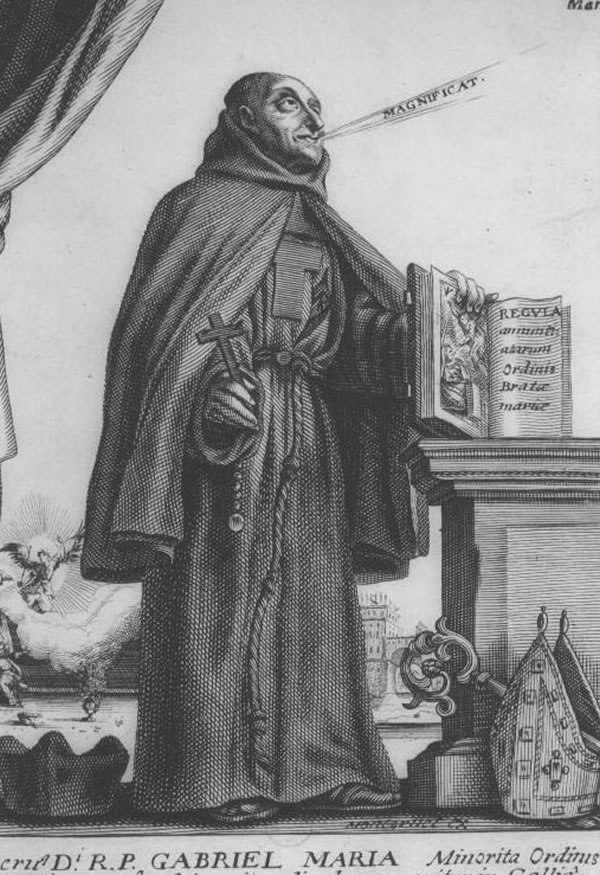
Gabriele Maria Nicolas, cofondatore dell'ordine

### Origini
L'ordine venne fondato da Giovanna di Valois (1464-1505). Figlia di Luigi XI e di Carlotta di Savoia, nel 1476 sposò il cugino Luigi d'Orléans (il futuro Luigi XII): nel 1498, dopo l'annullamento del suo matrimonio, ottenne il ducato di Berry e si ritirò Bourges, dove iniziò a pensare alla fondazione di un ordine specialmente dedicato al culto di Maria.
Espose il suo progetto al frate minore osservante Gabriele Maria Nicolas, ritenuto il cofondatore dell'ordine, il quale reclutò in un educandato di Tours le prime religiose dell'ordine e le condusse dalla duchessa Giovanna a Bourges, dove iniziarono a prepararsi alla vita religiosa sotto la guida di due francescani.
Nicolas, sotto la guida di Giovanna, preparò per le monache la regola "dei dieci gaudi e virtù della Vergine" e inviò a Roma un suo collaboratore per sottoporla all'esame della Santa Sede: papa Alessandro VI accolse favorevolmente l'iniziativa di Giovanna e padre Nicolas ma i prelati della Curia, per la decisione del concilio Lateranense IV di vietare l'approvazione di nuove regole religiose, negarono l'autorizzazione a iniziare un nuovo ordine.
Gabriele Maria rivedette la regola, quindi si recò personalmente a Roma e, grazie al sostegno del cardinale Giovanni Battista Ferrari, prefetto della Dataria, il 12 febbraio 1502 ottenne da Alessandro VI la bolla di approvazione Ea quae.
Nell'agosto 1502 si iniziò ad erigere il primo monastero dell'ordine a Bourges e il 20 ottobre 1502 le prime cinque aspiranti ricevettero l'abito religioso; il 9 novembre 1504 le cinque monache emisero i voti di povertà, obbedienza, castità e clausura secondo la regola dell'ordine.

### Sviluppo dell'ordine
Dopo la morte della fondatrice, il cardinale Giorgio d'Amboise, arcivescovo di Rouen e legato pontificio in Francia, affidò la direzione spirituale delle monache annunziate ai frati minori osservanti.
Luigi d'Amboise, nipote del cardinale Giorgio e vescovo di Albi, il 22 aprile 1508 fece giungere da Bourges una comunità di monache e le fece insediare nell'antico priorato di Notre Dame de Gargues, che divenne il secondo monastero dell'ordine; grazie alla protezione di Margherita d'Austria, contessa di Borgogna, l'ordine si diffuse anche nei Paesi Bassi (nel 1517 venne fondato un monastero a Bruges); in breve sorsero comunità di monache annunziate a Béthune, Rodez, Bordeaux, Lovanio, Agen e Ligny-en-Barrois.
Poiché la regola originale prevedeva la creazione di un ramo maschile dell'ordine, Gabriele Maria Nicolas ne preparò una nuova e definitiva versione, approvata da papa Leone X con decreto Regulam profitentibus del 22 luglio 1517.
Le guerre di religione colpirono duramente l'ordine: il 27 maggio 1562 la casa madre di Bourges venne attaccata dai protestanti, la tomba della fondatrice profanata e i suoi resti dati alle fiamme. Tornata la pace, l'ordine tornò a espandersi e sorsero numerosi monasteri nel sud-ovest della Francia, nell'Île-de-France, in Normandia, nel Nord, nella Marche, nell'attuale Belgio, in Olanda, in Renania e Vestfalia.

### Dissoluzione e restaurazione
Alla vigilia della rivoluzione francese i monasteri dell'ordine erano circa cinquanta ma in seguito tutte le religiose vennero disperse: nel 1816 in Francia vennero restaurati i monasteri di Villeneuve-sur-Lot e Boulogne-sur-Mer; in Belgio alcune religiose superstiti ridiedero vita al monastero di Tirlemont nel 1833 e altre comunità di annunziate vennero ricostituite a Geel e Merksem.
Espulse dalla Francia nel 1904, le annunziate si rifugiarono a Saint Margaret's at Cliffe, presso Dover, e nel 1920 poterono tornare in patria, dove eressero il monastero di Thiais. La regola e gli statuti dell'ordine vennero nuovamente approvati dalla Santa Sede il 25 marzo 1932.

## Carisma e diffusione
Il fine delle monache è quello di imitare i dieci gaudi e virtù della Vergine: prudenza, purezza, umiltà, verità, lode, obbedienza, povertà, pazienza, carità e sofferenza.
L'ordine si compone di monasteri sui iuris: la superiora di ogni monastero porta il titolo di "madre ancella".
L'abito delle monache è costituito da tunica di stoffa grigio pallido, scapolare rosso, mantello e velo bianchi e, in vita, cordone con dieci nodi (in omaggio ai dieci gaudi e virtù della Vergine).
Le case dell'ordine sono in Francia e Belgio. Alla fine del 2008 le monache annunziate erano 78 e i monasteri 6.
Dall'ordine sono sorte anche numerose congregazioni di suore annunziate (di Velten, di Huldenberg, di Heverlee).